# Pucungwetan
Pucungwetan is een bestuurslaag in het regentschap Wonosobo van de provincie Midden-Java, Indonesië. Pucungwetan telt 2213 inwoners (volkstelling 2010).